# Commodores
Комодорс (енгл. Commodores) амерички је фанк/соул бенд, основан 1968. године у Таскигију. 
Бенд је био успешан крајем 1970их и почетком 1980их, када је Лајонел Ричи био фронтмен и текстописац. Познати хитови Комодорса су баладе: Easy, Three Times a Lady и Nightshift; и фанк денс песме: Brick House, Fancy Dancer, Lady (You Bring Me Up) и Too Hot ta Trot. 

## Дискографија
- Machine Gun (1974)
- Caught in the Act (1975)
- Movin' On (1975)
- Hot on the Tracks (1976)
- Commodores (1977)
- The Commodores Live! (1977)
- Natural High (1978)
- Midnight Magic (1979)
- Heroes (1980)
- In The Pocket (1981)
- Commodores 13 (1983)
- Nightshift (1985)
- United (1986)
- Rock Solid (1988)
- Commodores Christmas (1992)
- No Tricks (1993)